# Gemeinde Renče-Vogrsko
Renče-Vogrsko (italienisch Ranziano-Voghersca) ist der Name einer Gemeinde in der Region Primorska, in Slowenien. Der Gemeindesitz ist in Bukovica.

## Ortschaften
Die Gesamtgemeinde besteht aus den sechs Ortschaften:
- Bukovica,
- Dombrava,
- Oševljek,
- Renče,
- Vogrsko,
- Volčja Draga

## Nachbargemeinden
|                                      | Nova Gorica                                 |             |
| Šempeter-Vrtojba, Miren-Kostanjevica | Kompassrose, die auf Nachbargemeinden zeigt | Nova Gorica |
|                                      | Miren-Kostanjevica                          | Komen       |